# Торджано
Торджа̀но (на италиански: Torgiano) е градче и община в Централна Италия, провинция Перуджа, регион Умбрия. Разположено е на 219 m надморска височина. Населението на общината е 6585 души (към 2010 г.).